# Медаль «За миротворчу діяльність»
Медаль «За миротворчу діяльність»  - відомча заохочувальна відзнака одразу двох силових відомств Міністерства оборони України та Міністерства внутрішніх справ України. Входила до системи відзнак, яка діяла до 2012 року.

## Історія нагороди
- Автор художньо-конструкторського рішення - художник Микола Лебідь
- В Міноборони України відзнака затверджена наказом Міністра оборони України Євгена Марчука від 13 вересня 2003 року № 292. Наказом Міністра оборони України від 29 грудня 2004 року № 666 внесені зміни.
- В МВС України відзнака затверджена наказом МВС № 1280 «Про систему заохочувальних відзнак МВС України», підписаний міністром внутрішніх справ М. В. Білоконем 29 жовтня 2003 року. Наказом МВС № 750 від 30 червня 2004 року внесені зміни.
- 30 травня 2012 року Президент України В. Ф. Янукович видав Указ, яким затвердив нове положення про відомчі заохочувальні відзнаки; міністрам, керівникам центральних органів виконавчої влади, керівникам (командувачам) військових формувань, державних правоохоронних органів було доручено забезпечити в установленому порядку перегляд актів про встановлення відомчих заохочувальних відзнак, приведення таких актів у відповідність із вимогами цього Указу[1]. Протягом 2012–2013 років Міністерством оборони України була розроблена нова система заохочувальних відзнак[2], що вже не містила медалі «За миротворчу діяльність».

## Положення про відзнаку
Заохочувальною відзнакою Міністерства оборони України — медаллю «За миротворчу діяльність» — нагороджуються військовослужбовці Збройних Сил України, які під час участі у міжнародних миротворчих операціях у складі українських миротворчих контингентів, миротворчого персоналу, місій Організації Об'єднаних Націй або Організації з безпеки і співробітництва в Європі здійснили визначні вчинки й зразково виконували свої обв'язки з підтримання миру і безпеки. Під час нагородження медаллю, яке здійснюється у відповідності до наказу міністра оборони України по особовому складу, вручається медаль і посвідчення. Нагородження медаллю «За миротворчу діяльність» може буде здійснено посмертно, у такому випадку відзнака та посвідчення передаються сім'ї загиблого.

## Опис медалі

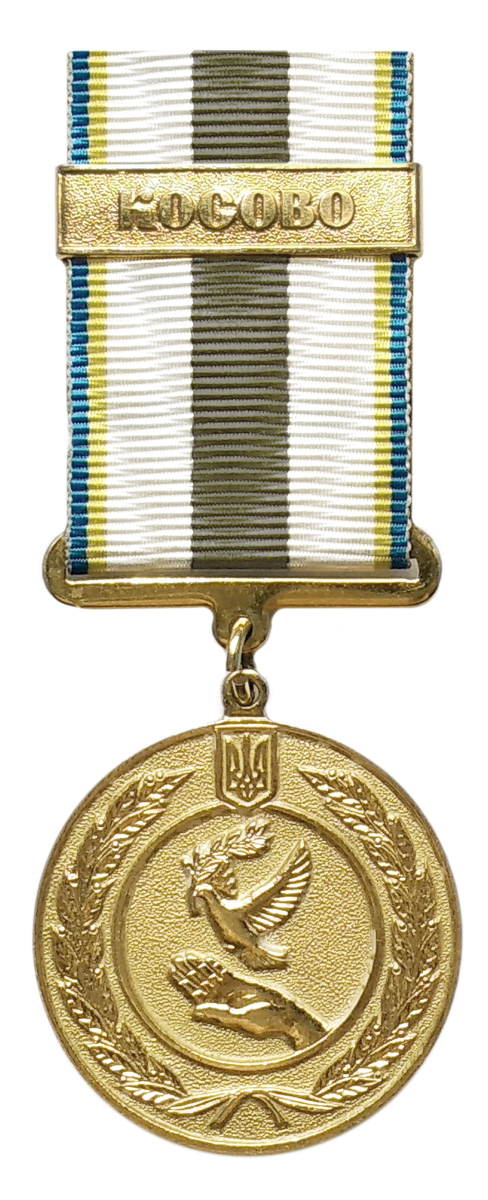
Медаль «За миротворчу діяльність. Косово»

Заохочувальна відзнака Міністерства оборони України та Міністерства внутрішніх справ України — медаль «За миротворчу діяльність» виготовляється з жовтого металу і має форму кола діаметром 32 мм. На лицьовому боці медалі у центрі розміщено зображення долоні, над нею — голуба з оливковою гілкою у дзьобі. У нижній частині медалі по колу — зображення лаврових гілок, а у верхній частині — Державного Герба України. На зворотному боці медалі написи: у центрі — «За миротворчу діяльність», по колу — «Міністерство оборони України». Всі зображення і написи рельєфні. Медаль має випуклий бортик.
Медаль за допомогою вушка та кільця з'єднується з прямокутною колодкою жовтого металу, обтягнутою стрічкою. У нижній частині колодки — тонка металева фігурна дужка із заокругленим виступом та отвором посередині для сполучення колодки з медаллю. Розмір колодки: висота — 42 мм, ширина — 28 мм. При цьому розмір фігурної дужки: висота — 2 мм, ширина — 30 мм, висота заокругленого виступу — 2 мм. У верхній частині колодки розміщено горизонтальну планку жовтого металу з вигравіруваним написом назви географічного регіону, де здійснювалися миротворчі місії України. Ширина планки — 6 мм. На зворотному боці колодки — прорізи для прикріплення стрічки, а також застібка для кріплення медалі до одягу.
Стрічка медалі шовкова муарова білого кольору з поздовжніми смужками оливкового кольору посередині та синього і жовтого — з боків. Ширина смужок: оливкового кольору — 6 мм, синього та жовтого кольорів — по 2 мм кожна. Планка медалі являє собою металеву пластинку, обтягнуту стрічкою.
Існують медалі з написами на планці колодки: «КОСОВО», «АФГАНІСТАН», «ЕФІОПІЯ ТА ЕРИТРЕЯ», «ІРАК», «МАКЕДОНІЯ», «МОЛДОВА», «СЬЄРРА-ЛЕОНЕ».

## Порядок носіння відзнаки
Медаль «За миротворчу діяльність» носять з лівого боку грудей і розміщують після відзнаки «Ветеран військової служби».